# リムーア海軍航空基地
リムーア海軍航空基地（リムーアかいぐんこうくうきち、英語: Naval Air Station Lemoore）は、アメリカ合衆国カリフォルニア州のリムーアに位置するアメリカ海軍の基地である。太平洋艦隊海軍航空軍のF/A-18E/F飛行隊を有する太平洋艦隊戦闘攻撃航空団や、F-35C飛行隊を有する統合打撃戦闘航空団のほか、第2、第9、第11、第17の4個空母航空団が所在している。

## 所在部隊
リムーア海軍航空基地には、以下の部隊が所在している。
太平洋艦隊戦闘攻撃航空団司令官(COMSTRKFIGHTWINGPAC)隷下
- 太平洋艦隊戦闘攻撃航空団
  - 第2戦闘攻撃飛行隊（英語版） - F/A-18F
  - 第14戦闘攻撃飛行隊（英語版） - F/A-18E
  - 第22戦闘攻撃飛行隊（英語版） - F/A-18F
  - 第25戦闘攻撃飛行隊（英語版） - F/A-18E
  - 第41戦闘攻撃飛行隊 - F/A-18F
  - 第94戦闘攻撃飛行隊（英語版） - F/A-18E
  - 第113戦闘攻撃飛行隊（英語版） - F/A-18E
  - 第122戦闘攻撃飛行隊（英語版） - F/A-18E/F
  - 第136戦闘攻撃飛行隊（英語版） - F/A-18E
  - 第137戦闘攻撃飛行隊（英語版） - F/A-18E
  - 第146戦闘攻撃飛行隊（英語版） - F/A-18E
  - 第151戦闘攻撃飛行隊（英語版） - F/A-18E
  - 第154戦闘攻撃飛行隊（英語版） - F/A-18F
  - 第192戦闘攻撃飛行隊（英語版） - F/A-18E
  - 太平洋戦闘機兵器学校（英語版） - F/A-18E/F
- 第2空母航空団（英語版）
- 第9空母航空団（英語版）
- 第11空母航空団（英語版）
- 第17空母航空団（英語版）

統合打撃戦闘航空団司令官(COMJSFWING)隷下
- 統合打撃戦闘航空団（英語版）
  - 第86戦闘攻撃飛行隊（英語版） - F-35C[4]
  - 第97戦闘攻撃飛行隊（英語版） - F-35C[5]
  - 第115戦闘攻撃飛行隊（英語版） - F-35C[6]
  - 第125戦闘攻撃飛行隊（英語版） - F-35C[7]

艦隊即応センター司令官(COMFRC)隷下
- 西部艦隊即応センター（英語版）